# جوبة مجبر
جوبة مجبر قرية سورية من قرى محافظة طرطوس منطقة الشيخ بدر ناحية برمانة المشايخ قرية معتدلة الحرارة صيفا وباردة شتاء
متوسط ارتفاعها 700 متر. تشتهر بزراعة الأشجار المثمرة (التفاح - الكرز - الجوز - الرمان - التين )Kتحيط بالقرية قرى عديدة (مجبر - برمانة المشايخ - بشمعة - الرقمة)
يعتمد أهلها على زراعة التبغ والحبوب .
يوجد في القرية موقع أثري يعرف بـدير راهب.

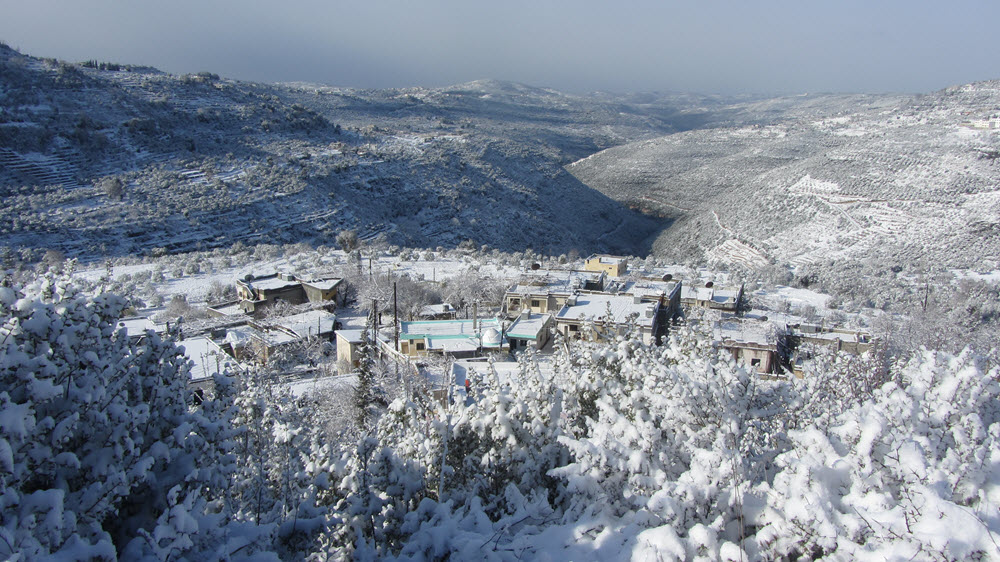
منظر من شتاء القرية